# Évellys
Évellys ist eine französische Gemeinde mit 3.384 Einwohnern (Stand: 1. Januar 2022) im Département Morbihan in der Region Bretagne. Sie gehört zum  Arrondissement Pontivy und zum Kanton Grand-Champ.
Sie entstand mit Wirkung vom 1. Januar 2016 als Commune nouvelle durch die Zusammenlegung der bisherigen Gemeinden Moustoir-Remungol, Naizin und Remungol, die in der neuen Gemeinde den Status einer Commune déléguée haben. Der Verwaltungssitz befindet sich im Ort  Naizin.

## Gliederung
| Ortsteil                 | ehemaliger INSEE-Code | Fläche (km²) | Einwohnerzahl zum 1. Januar 2022 |
| ------------------------ | --------------------- | ------------ | -------------------------------- |
| Naizin (Verwaltungssitz) | 56144                 | 40,99        | 1.736                            |
| Moustoir-Remungol        | 56142                 | 12,42        | 712                              |
| Remungol                 | 56192                 | 26,93        | 936                              |

## Geographie
Die Gemeinde liegt rund zwölf Kilometer südöstlich von Pontivy. Der Fluss Ével durchquert das Gemeindegebiet. Hier münden auch seine zwei Zuflüsse Belle Chère und Runio.
Nachbargemeinden sind Kerfourn im Norden, Crédin im Nordosten, Réguiny im Osten, Moréac im Südosten, Plumelin im Süden, Guénin im Südwesten und Pluméliau-Bieuzy mit Pluméliau im Westen, sowie Noyal-Pontivy und Saint-Thuriau im Nordwesten.

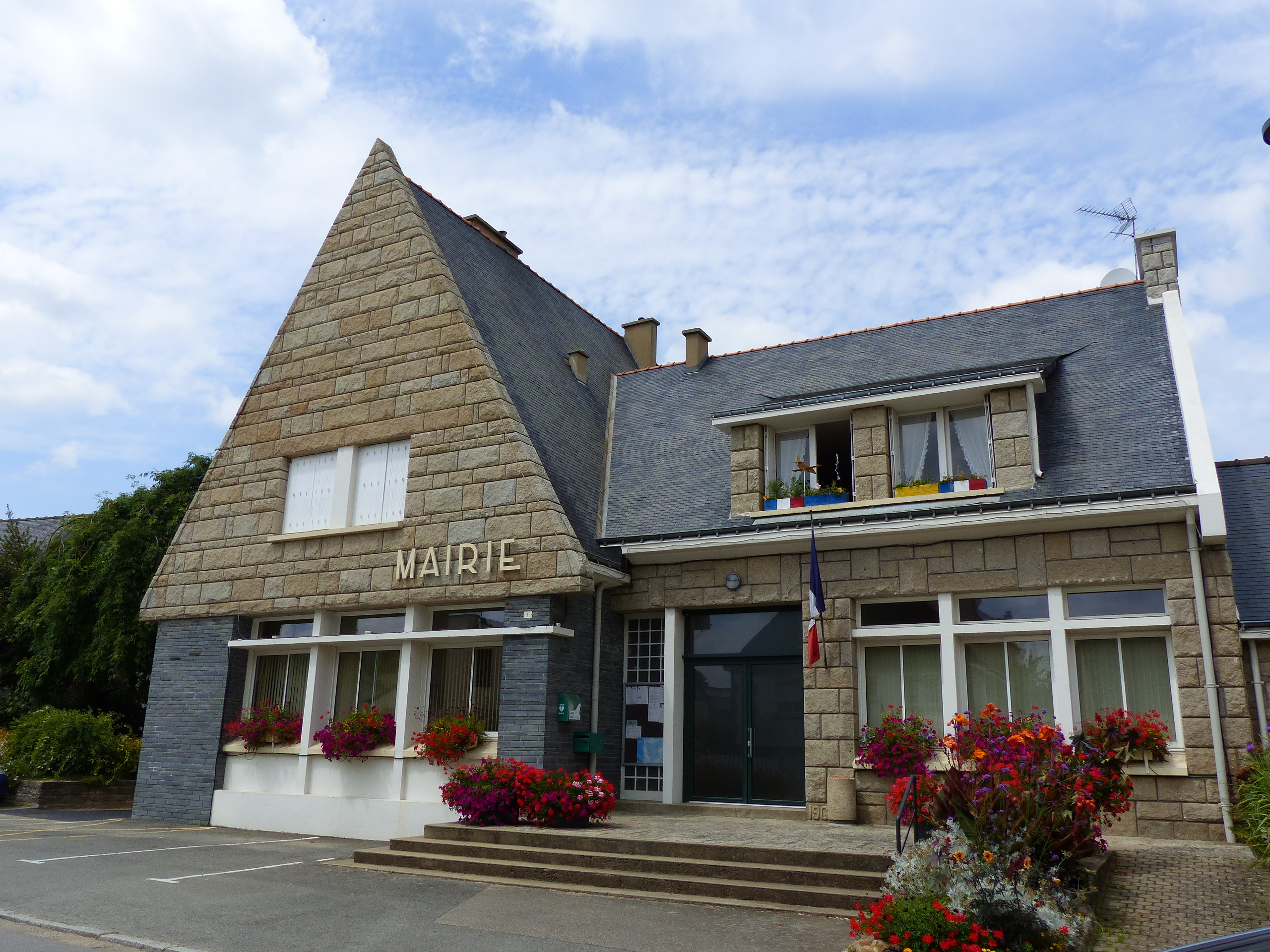
Rathaus

## Sehenswürdigkeiten
Siehe: Liste der Monuments historiques in Évellys